# Рудзикас, Зенонас Брониславович
Зенонас Брониславович Рудзикас (лит. Zenonas Rokus Rudzikas; 16 августа 1940 — 8 июня 2011) — советский и литовский физик, президент Академии наук Литвы (2003—2009).

## Биография
Родился в д. Гульбенишке (Онежское) Ладзийского района.
В 1951 году окончил Вайнежерисскую начальную школу (Лаздийский район). В том же году в сентябре вместе с родителями депортирован в посёлок Асино Асиновского района Томской области. В 1957 году с золотой медалью окончил Асиновскую среднюю школу, вернулся в Литву и поселился в Вильнюсе.
В 1957—1962 годах учился физико-математическом факультете Вильнюсского университета, одновременно в 1959—1962 гг. работал лаборантом на кафедре иностранных языков. Окончив университет с отличием, был принят в аспирантуру. В 1965 г. защитил кандидатскую диссертацию на тему «О математическом аппарате неприводимых тензорных операторов и его применении в теории атомных спектров».
С 1967 г. старший научный сотрудник, с 1974 г. заведующий сектором квантово-механических вычислений Физико-математического института АН Литовской ССР. В 1977—1988 гг. заместитель директора по научной работе, в 1988—1990 гг. — директор института.
В 1972 г. защитил докторскую диссертацию «К теории спектров многоэлектронных атомов: диссертация … доктора физико-математических наук: 01.00.00» (Вильнюс, 1971; 361 с.)
В 1990—2003 гг. директор Института теоретической физики и астрономии Вильнюсского университета.
В 2003—2009 гг. — президент Академии наук Литвы. С 2009 г. — главный научный сотрудник Института теоретической физики и астрономии Вильнюсского университета.
Доктор физико-математических наук (1972), профессор (1981). Член-корреспондент АН Литовской ССР (1985). Академик АН Литвы (1994).
Заслуженный деятель науки Литовской ССР (1980). Лауреат Государственной премии Литовской ССР (1976). Офицер ордена Великого князя Литовского Гядиминаса (2001).
Умер 8 июня 2011 года в Вильнюсе. Похоронен на Антакальнисском кладбище.

## Сочинения
- Квазиспин и изоспин в теории атома / З. Б. Рудзикас, Ю. М. Каняускас. — Вильнюс : Мокслас, 1984. — 139 с.; 22 см.
- Теоретическая атомная спектроскопия : (Руководство для астрономов и физиков) / З. Б. Рудзикас, А. А. Никитин, А. Ф. Холтыгин; ЛГУ. — Л. : Изд-во ЛГУ, 1990. — 241,[1] с. : ил.; 22 см.
- Основы теории спектров атомов и ионов / А. А. Никитин, З. Б. Рудзикас. — М. : Наука, 1983. — 320 с. : ил.; 22 см.
- Спектры планетарных туманностей / А. А. Никитин, З. Б. Рудзикас, А. А. Сапар и др.; АН ЭССР, Отд-ние физики и астрономии. — Таллинн : Валгус, 1988. — 119,[1] с. : ил.; 20 см; ISBN 5-440-00524-2 :
- Таблицы для расчета матричных элементов операторов атомных величин [Текст] / Р. И. Каразия, Я. И. Вязбарайте, З. Б. Рудзикас, А. П. Юцис ; АН ЛитССР. Ин-т физики и математики. АН СССР. Вычислит. центр. — 2-е изд., испр. — Москва : [б. и.], 1972. — XXVI, 105 с.; 26 см.